# 밀양 표충사 석조석가여래좌상
밀양 표충사 석조석가여래좌상(密陽 表忠寺 石造釋迦如來坐像)은 대한민국 경상남도 밀양시 단장면 구천리, 표충사에 있는 불상이다. 
2008년 1월 10일 경상남도의 유형문화재 제458호 표충사 석조석가여래좌상으로 지정되었다가, 2018년 12월 20일 현재의 명칭으로 변경되었다.

## 개요
표충사 팔상전 주존으로 모셔진 이 불상은 호분으로 도색된 상태의 석조여래좌상이다. 부분적인 훼손상태는 호분도색으로 후보 하였고 나발, 육계, 승각기의 표현기법과 의습 처리 등 전체적인 균형이 뛰어난 작품이다.

## 지정 사유
이 석조 불상은 가슴의 유두 표현, 띠 형태의 넓은 옷주름, 양다리 사이의 부채꼴 모양의 옷주름 처리는 석굴암 불상양식의 전통이 강하게 남아있는 고려 전기의 불상으로 판단된다. 나발, 육계, 승각기의 표현기법과 의습 처리 등 전체적인 균형이 뛰어난 작품이다.

## 참고 문헌
- 밀양 표충사 석조석가여래좌상 - 국가유산청 국가유산포털